# スティーヴン・ブルサッテ
スティーヴン・ブルサッテ（Stephen Louis Brusatte 、1984年4月24日 - ）は、恐竜の解剖学と進化を専門とするアメリカ合衆国の古生物学者・進化生物学者。シカゴ大学で学士号、ブリストル大学で修士（理学）、コロンビア大学で研究修士と博士号を取得。2013年からエディンバラ大学で古脊椎動物学の教鞭を執る。『カレントバイオロジー』誌編集委員会メンバー。代表的な一般向けの著書に『恐竜の世界史――負け犬が覇者となり、絶滅するまで』があり、2018年に出版された原著版はニューヨーク・タイムズのベストセラーになった。

## 来歴
スティーヴン・ブルサッテは1984年にアメリカ合衆国イリノイ州ラサール郡オタワにて、ジム・ブルサッテとロクサーヌ・ブルサッテとの間に生まれた。Ottawa Township High School (en) に進学後、高校の理科教師によってラサール郡の化石産地を訪れる機会を与えられ、これを切っ掛けにして恐竜への強い興味を抱いた。ブルサッテは高校在学中に自動車の運転免許を取得し、車を走らせてフィールドワークを行い化石を採集していた。加えて高校在学中にイリノイ州の化石に関する雑誌のコラムを連載し、大学入学以前に書籍も出版した。
2002年に高校を卒業し、同年にシカゴ大学へ進学。同大学ではポール・セレノの研究室に所属し、学士号を取得。奨学金を受給してイギリスに留学し、ブリストル大学の修士課程へ進学。マイケル・ベントンの指導を受けて恐竜の起源に迫る研究を行った。同大学で修士号を取得し、アメリカ合衆国へ帰国してコロンビア大学へ進学し、2011年に研究修士、2013年に博士号を取得。この間にアメリカ自然史博物館で古生物学分野の研究者としても勤務した。2013年よりエディンバラ大学で教鞭を執る。

## 貢献

### 研究
ブルサッテは脊椎動物の化石種を多く記載している。ブルサッテの研究のブレイクスルーはポール・セレノの指導を受けていたシカゴ大学時代のことであった。セレノは1997年にニジェールのエルハ層で9500万年前の獣脚類の頭蓋骨・顎・頸椎を発見しており、その研究に適する学生を探していた。ブルサッテは2004年にその機会を得ると2005年にプロジェクトを完遂し、2006年にセレノと共に研究成果を論文化した。当該の化石はカルカロドントサウルス属の新種と判明し、Carcharodontosaurus iguidensisと命名された。彼はその完全な頭蓋骨長が150センチメートルを超過するものであると推定し、既知の肉食恐竜の頭蓋骨で最大級のものであるとした。2008年には同じくエルハ層から新属の獣脚類クリプトプスが記載されており、この記載論文もセレノとブルサッテの共著である。2014年には中国の古生物学者呂君昌らとの共著でティラノサウルス科の新属キアンゾウサウルスを記載した。
2015年1月、ブルサッテらの研究チームは約1億7000万年前のジュラ紀に生息した海棲爬虫類の発見を報告した。化石の発見地はスコットランドのスカイ島であり、発見された魚竜はDearcmhara shawcrossi (en) と命名された。ブルサッテはこの動物がネッシーの祖先でないことに触れつつ、間違いなくスコットランドの先史時代の海棲爬虫類であると保証した。

### メディア
出演
- 『世界初!恐竜大解剖（英語版）』（2015年、ナショナルジオグラフィック）[18]
- 『完全解剖 ティラノサウルス〜最強恐竜 進化の謎〜』（2016年、NHK）[2]

アドバイザー
- 『ジュラシック・ワールド/新たなる支配者』（2022年）[19] - ブルサッテ個人のX（旧Twitter）によれば、本作への羽毛恐竜の登場はブルサッテとコリン・トレヴォロウとの間の約束による[20]。

## 著書
- 『恐竜の世界史――負け犬が覇者となり、絶滅するまで』（黒川耕大 翻訳、土屋健 監修、2019年、ISBN 978-4-622-08824-0）